# 接睾棘口吸虫
接睾棘口吸虫（学名：Echinostoma paraulum）为棘口科棘口属的动物。分布于欧洲、前苏联地區、捷克斯洛伐克以及中国大陆的福建、江苏、山东、云南、北京等地，营寄生生活，宿主针尾鸭、绿翅鸭、赤颈鸭、家鸭、家鹅等，以及寄生于肠。

## 外部連結
- 寄生蟲學-Nematoda(線蟲)-Echinostoma spp.(棘口吸蟲) （页面存档备份，存于）